# Al-Kindi
Abu Jusuf Jakub ibn Išak al-Sabah al-Kindi (arabsko أبو يعقوب يوسف بن إسحاق الكندي), arabski filozof, učenjak in matematik, * 801, Kufa, Irak, † 873, Bagdad, Irak. 

## Življenje in delo
Al-Kindi je živel v Bagdadu v času vladanj abasidskih kalifov al-Mamuna (vladal 813-833) in al-Mu'tasima (vladal 833-842) in delal z Al-Hvarizmijem. Njegovo čisto arabsko poreklo mu je prineslo naziv »arabski filozof« ali »Filozof Arabcev«. Navadno so v abasidskem kalifatu v filozofiji, medicini in znanostih (arab. falsifa) prevladovali Perzijci, medtem ko so Arabci v tolmačenju Korana in v arabski slovnici. Ena redkih izjem v tem smislu je bil Al-Kindi. 
Al-Kindi velja za začetnika in popularizatorja falsife, arabske oziroma islamske helenistične filozofije, ki so jo od Starih Grkov preko novoplatonistov posredovali sirski nestorijanci. V svojem filozofskem sestavu je bil eklektik, vendar je zaslužen za vpeljavo filozofske terminologije v arabščini. Poskušal je v smislu novoplatonizma spojiti Platonove in Aristotelove poglede. Menil je, da je novopitagorejska matematika postavila temelje znanosti v splošnem. Poleg uvažanja falsife se je ukvarjal še z  matematiko, astronomijo in astrologijo, alkimijo, optiko, glasbo, medicino, logiko, kriptografijo, arabsko slovnico in izdelovanjem parfumov. Pripisujejo mu 265 ali celo več kot 270 del, v glavnem kratke razprave, ki pa so izvirne v večini izgubljene. Obstaja pa precej latinskih prevodov. Njegovo najpomembnejše delo o geometrijski in fiziološki optiki, zasnovano na Evklidovi Optiki v Teonovi recenziji, se je veliko uporabljalo na Vzhodu in na Zahodu, dokler ga ni izpodrinilo večje Ibn al-Haitamovo delo. Latinski prevod tega dela, ki se je pojavil pod naslovom De aspectibus, je vplivalo na Rogerja Bacona. Pomembno je prispeval tudi v kriptografiji in razbijanju kod s kriptoanalizo.
Al-Kindijeve tri ali štiri razprave o glasbeni teoriji so najzgodnejša arabska dela, ki kažejo vpliv grških piscev na to temo. V eni od teh razprav je al-Kindi opisal ritem (iqa) kot sestavni del arabske glasbe. Ritmično petje ali menzuralna glasba, je moralo po temu biti znano muslimanom nekoliko stoletij prej preden so ga uvedli v krščansko Evropo. Prevajal je Aristotelove spise. Gibanje je bilo zanj vzrok vsem pojavom, bog pa je gibalo sveta, zaradi česar je bil pregnan kot heretik. Mnogo njegovih prevodov je poznano po latinskih prevodih, vključno z Gerardovimi prevodi.